# 仮面ライダーBlack
『仮面ライダーBlack』（かめんライダーブラック）は、石ノ森章太郎原作の漫画作品とその作中で主人公が変身するヒーローの名称。『週刊少年サンデー』（小学館）にて1987年から1988年にかけて連載された。

## 概要
特撮テレビドラマ『仮面ライダーBLACK』の漫画化作品であり、仮面ライダーシリーズの原作者・石ノ森章太郎が執筆した。石ノ森自身が仮面ライダーの漫画作品を手掛けるのは漫画版『仮面ライダーアマゾン』以来であり、今作が最後となった。
主人公・南光太郎ら登場人物たちの設定はテレビドラマ版とは大きく異なっており、登場する仮面ライダーのデザインやストーリー展開も大幅に異なっている。
一般的な子供向け実写ヒーロー物の作風とは根本的に差別化した重厚かつ陰鬱な内容の作品であり、暴力描写、流血描写、ヌード描写、登場人物の凄惨な死、救いのない結末など、描写や展開もSFホラーに分類される、きわめて過酷な内容となっている。光太郎の変身後の姿も、あくまでテレビドラマ版での光太郎が仮面ライダーBLACKへの変身中に一瞬だけ映る姿に酷似した黒いバッタ人間として扱われており、非常に生物的である。また、変身時に衣服は失われてしまうため、変身を解いた後は全裸になる。
リアリティを出すためか、作品内で光太郎が「仮面ライダーBlack」を名乗るのは作品中盤において、光太郎の先輩・大門五郎が昔のテレビドラマ『仮面ライダー』に倣って製作したバイク（外見は、テレビドラマ版『仮面ライダーBLACK』に登場する「バトルホッパー」に酷似している）を光太郎にプレゼントした回のみであり、それ以降は名乗りもしなければ呼ばれもしない。そもそも行動範囲が世界各地と広いため、そのバイクを光太郎が利用することはほとんど無かった。
秋月信彦の変身後の姿もテレビドラマ版でのシャドームーンのように銀色ではなく、光太郎の変身後の姿と同様に黒いバッタ人間として描かれている。これはテレビドラマ版の初期設定を基にしたものであり、テレビドラマ版のシャドームーンの姿は石ノ森の原案をベースに村上克司が手を加えて完成されたデザインである。
なお、作品内に登場するホテルは、すべて石ノ森の作品『HOTEL』の舞台「プラトンホテル」の系列である。

## あらすじ
記憶を失い、ニューヨークの地下水道をうろつく日本人の男性・南光太郎は、秘密結社「ゴルゴム」に身体を改造され、研究室から逃げ出した身であった。テレビ番組『裏の世界』（リバースワールド）の取材陣、サムやとケイトと知り合った光太郎は、彼らのカメラマンとして取材に参加すると、世界の奇怪な事件を追う中で自分の記憶を取り戻し、謎を解明してゆく。自分が京都で生活していたことを思い出した光太郎は、取材陣とともに京都へ向かった。そこで、光太郎は自分の過去を知らされる。
光太郎は幼いころに両親を失い、父親の親友だった秋月家で育てられていた。秋月家の子供である信彦や杏子と共に、家族同然に育てられた光太郎は去年、信彦と共にニューヨークへ空手の親善試合に旅立ったまま、日本に戻っていなかった。表向きは交通事故で亡くなったとされていたが、それはゴルゴムの陰謀だった。信彦がいまだにゴルゴムの手にあると知った光太郎は世界各地へ旅立ち、怪人たちとの戦いを繰り広げていく。
物語終盤、ゴルゴムの基地から脱走してきた信彦と光太郎は手を組んで怪人たちと戦うが、光太郎は未来の世界へ飛ばされた際、そこが「魔王」と名乗る改造人間に支配され、わずかに生き残った人類も虐殺されていることを知る。魔王の容姿や声は変身後の光太郎や信彦と同じであり、「自分か信彦が魔王と化し、世界を滅ぼす」という未来を悟った光太郎は現代へ戻っても信彦と戦うことを躊躇し続けるが、密かにゴルゴムの思想に染まっていた彼は光太郎が未来へ飛ばされた隙にゴルゴムの支配者となり、世界を滅亡へ導く。
1999年、東京湾の御台場で対峙した信彦を光太郎は倒すが、世界はすでにゴルゴムの引き起こした核戦争と環境汚染により、滅亡しつつあった。信彦は「オマエが死ねば、オレが新世界の王になる! オレが死ねば、オマエが世界の……」と言い残し、最期を迎える。光太郎は無人の東京湾で沈没船「日本丸」の上に立ち、「おしえてくれ〜! オレはだれだ!?」と問い叫ぶのだった。

## 登場人物
南光太郎（みなみ こうたろう） / バッタ人間（仮面ライダーBlack）
主人公。惑星直列の時刻に、ゴルゴムの意思によって生まれる。空手大会でニューヨークで拉致され研究所から逃げ出したことから、ゴルゴムに「裏切り者」として連れ戻そうと追われるが、彼は人類滅亡後に世界を支配する「魔王」の候補者でもあった。体の細胞の配列を変えることによりバッタ人間に変身し、体内に埋め込まれている「賢者の石」により体を黒く輝かせる。信彦を実の兄弟のように思い、杏子に好意を抱いている。父親は科学者の南光雲、母親は南友子。
トランシルヴァニアのゴルゴム拠点を攻略中に未来に導かれ、魔王と対峙し7年後（1995年）の秋月家に弾き飛ばされた。その後信彦に攻撃されるが、今度は1999年の東京・御台場に導かれる。激しい力の衝突の結果魔王（信彦）を倒すが、既に世界は滅亡寸前であり、信彦からは意味深な言葉を投げかけられ疑問を残したまま決着となる。
実の兄弟のように育った信彦には非情になり切れず、最後まで話し合いによる決着を望んでいた。一方『仮面ライダー』のテーマである「人類の自由と平和」については、「死を選ぶ自由も存在する」「ゴルゴムの支配する地獄より滅びを選んだ方がまし」と、やや過激に描かれている。
サム・スピード
アメリカのテレビ番組「裏の世界」（リバース・ワールド）の怪奇（フエノミナ）ハンターのディレクター。自称・準主役の三枚目顔。光太郎と知り合い、番組制作を通じ彼に協力する。終盤のトランシルヴァニア攻略にも参加していたが、その後の行方は不明。
ケイト・クリスティ
テレビ番組「裏の世界」（リバース・ワールド）の怪奇（フエノミナ）ハンターの女性リポーター。自らの危機の時に助けてくれる光太郎に好意を寄せている様子。サム同様、トランシルヴァニア攻略以降の行方は不明。
秋月総一朗（あきづき そういちろう） / オニグモ怪人
ハイテク会社「K・K・あきづき」社長。自分の子供らと共に光太郎を育て上げる。ゴルゴムの関係者であり、オニグモ怪人に変身する能力を持つが、ゴルゴムの秘密を光太郎に知らせようとした際に抹殺される。
秋月杏子（あきづき きょうこ）
信彦の妹で、光太郎にとっても妹のような存在。1988年時点で17歳。光太郎に対して当初は兄のように慕っていたが、徐々に異性として好意を寄せる様子が見られるようになっていく。1995年時点では伝染病、NBC兵器を用いた戦争、科学陣の開発した機械などでもたらされた人工的な天災などによる、人類の殲滅とゴルゴム怪人たちによる世界の支配によるゴルゴムの世界改変の影響による伝染病にかかって衰弱しており、1999年の最終決戦時に魔王（信彦）から死亡したことが明かされる。
秋月信彦（あきづき のぶひこ） / バッタ人間
光太郎と同じ時刻に生まれた青年。光太郎と共にニューヨークで「ゴルゴム」の手に落ちる。その後光太郎と同様脱走してきたと語り秋月家に帰還。光太郎と同じ「魔王」候補であり、彼もまた、体の細胞の配列を変えることによりバッタ人間に変身し、体内に埋め込まれている「賢者の石」により体を黒く輝かせる。
光太郎によって改造されていることを指摘されてからは協力関係にあったが、初めて変身した際に魔王候補として争う対象である光太郎への殺意をむき出しにした。ゴルゴムの策略により光太郎と何度か戦わされそうになるが、そのたびに光太郎に阻止される。トランシルヴァニアでは光太郎と共闘していたが、光太郎が姿を消してから戻ってくるまでの7年間の間に魔王となり、世界征服の陰謀を巡らす。
実際にどの時点でゴルゴムの思想に染まっていたかは明かされていない。光太郎と初めて衝突した時に変身解除後「変身中の自分が何をしていたのかわからない」と語るが、その後不敵な笑みを浮かべている。
紀田あゆみ（きた あゆみ） / ネコ怪人
信彦の恋人。京都市嵯峨野に住む。ゴルゴムによりネコ怪人に改造されて、光太郎と戦わなければならなくなる。光太郎をゴルゴムに戻すためだけに急ごしらえで改造されたため一定時間ごとに人の血を求めるようになり、吸血を繰り返す。また光太郎を殺人犯に仕立て上げるために、光太郎が仮面ライダーBlackであると名乗ったときのバイク搭乗用のヘルメットとライダースーツと同じものを着け、地上げ屋たちを殺害している。最後は光太郎に自らの抹殺を依頼し、沖縄の在日米軍基地から東京が狙われていることを伝えて、命を落とす。
テレビドラマ版での同様の役割を持つ人物の名前は「紀田克美」だったが、本作品では名前が変更されている。由来は克美役の田口あゆみ（現・田口萌）から。光太郎と敵対するなど、終始味方であったテレビドラマ版とは展開も異なっている。
大門五郎（だいもん ごろう）
光太郎の大学空手部の先輩。東京都葛飾柴又でバイクショップ「大門モータース」を経営しつつ、いわゆる不良や家出少年の面倒を見ながら生活している。幼少期に見た『仮面ライダー』の影響でそれを模したバイクを作っており、光太郎に授けた。ヒーローが単なるパロディとしてしか存在しない現代社会において、光太郎に「本物のヒーロー」になってほしいと懇願しており、彼の存在がゴルゴムと戦う決意を固めさせた。15話以降の動向は不明。
タキ
秋月家のお手伝い。杏子や光太郎は幼少期から知っており「おタキさん」と呼んでいる。1995年時点で、ゴルゴムが引き起こした混乱による伝染病で死亡したことが杏子から語られた。
多々羅伴大（たたら ばんだい）
警視庁殺人課の刑事。紀田あゆみのことを新宿公園の奇怪な殺人事件と御乱組の大量殺人事件の犯人として疑っており、南光太郎のことも何らかの形であゆみを消したと疑って沖縄に行くが、バッタ人間姿の光太郎を見て気絶してしまう。ゴルゴムの東京ドームの破壊計画のテープをいたずらだと思い込んでおり、ゴルゴムのことを全く知らなかった。第10話以降の動向は不明。
グム、フィーチ
30年後（2018年）の未来の世界のオーストラリアの住人。グムは原住民アボリジニの男性老人でフィーチは白人の若い女性。テレパシーなどの超能力を持ち、光太郎を助ける。
シヴァの女神（シヴァのめがみ）
ネパールのゴルゴム基地のボス。配下に500体の怪人を従える。巨大な地震を引き起こす計画に加え信彦を呼び出し光太郎と戦わせる計画を企てていたが、光太郎に首を絞められて殺害され、信彦の到着前に基地も破壊され計画を阻止された。
魔王（まおう）
光太郎が30年後（2018年）の未来の世界へと旅立った際に出会う。人類滅亡後の世界の支配者。オーストラリアの魔域（デビルス・ロック）を本拠地とする。バッタ人間の姿で部下からは「猊下」と呼ばれており、光太郎および信彦の変身後と同じ姿をしているが、マントに身を包んでいる。
未来にやってきた光太郎に自分の力を見せつけ、さらに既に変化しつつある世界を新しく統治するため協力するよう呼びかけるが拒否される。その後「賢者の石」の力のぶつけ合いになるが、30年の時の重みが加わった分だけ光太郎の力よりも強大であり、光太郎を1995年に弾き飛ばしてしまった。
光太郎から正体は信彦ではないかと問われた際に「ノブヒコ？そんなやつは知らんな」と答え、さらに直後「信彦だとしても殺さねばならない」という光太郎に対して「それは不可能だぞ」「ワシはお前だからだ！」と答えており、光太郎に敗れた信彦は死に際に「俺が死ねばお前が世界の王になる」と語る。光太郎自身が未来の魔王であると受け取れる台詞が多いものの、光太郎は魔王の声を「信彦の声に似ている」と感じていたり、魔王の手下が光太郎を魔王と間違える中、野獣のような動物は体臭の違いからか、魔王とは認識せず吠えている。さらに魔王は「ワシを殺せばお前も死ぬ」と言う一方で「自分は世界の隅々まで力を及ぼしているため」「お前が死んでもワシは死なんぞ」とも語り、この魔王が光太郎であるか信彦であるかという謎は最後まで明かされなかった。

## 単行本
- 少年サンデーコミックス（小学館） 全6巻
- スーパービジュアルコミックス（小学館） 全3巻
- 小学館文庫 全3巻

## サブタイトル
サブタイトルの話数は、PART①というように○の中に数字が入れられている。
1. 紐育 地下水道（第1巻（1988年3月18日発売）に収録）
2. 巴里 オペラ座の怪人（第1巻（1988年3月18日発売）に収録）
3. 巴里〜倫敦 悪魔の翼（第1巻（1988年3月18日発売）に収録）
4. 倫敦 切り裂きジャック（第2巻（1988年5月20日発売）に収録）
5. 京都 一条戻り橋（第2巻（1988年5月20日発売）に収録）
6. 湖北省 白蛇伝（前編）（第2巻（1988年5月20日発売）に収録）
7. 湖北省 白蛇伝（後編）（第3巻（1988年7月18日発売）に収録）
8. 東京 狂風の街（第3巻（1988年7月18日発売）に収録）
9. 那覇 大獅子伝説（第3巻（1988年7月18日発売）に収録）
10. 雅典 神々の迷宮（第4巻（1988年9月17日発売）に収録）
11. 後楽園 ビッグエッグ（第4巻（1988年9月17日発売）に収録）
12. 兵庫 死霊の黄金（前編）（第4巻（1988年9月17日発売）に収録）
13. 兵庫 死霊の黄金（後編）（第5巻（1988年11月18日発売）に収録）
14. 京都 孤独の家（第5巻（1988年11月18日発売）に収録）
15. 豪州 異時元大陸序章（第5巻（1988年11月18日発売）に収録）
16. 京都 信彦の帰還（第5巻（1988年11月18日発売）に収録）
17. 東京 クワガタの夏（第5巻（1988年11月18日発売）に収録）
18. 京都 プールのJAWS（第5巻（1988年11月18日発売）に収録）
19. 豪州 異時元大陸第1章（第5巻（1988年11月18日発売）に収録）
20. 奈良 開眼の儀式（第6巻（1989年1月18日発売）に収録）
21. 捏巴爾 邪命外道（第6巻（1989年1月18日発売）に収録）
22. 豪州 異時元大陸第2章（第6巻（1989年1月18日発売）に収録）
23. 東京 1999（第6巻（1989年1月18日発売）に収録）